# 유창렬 (1897년)
유창렬(柳昌烈, 1897년 10월 17일 ~ 1937년 4월 6일)은 일제강점기의 경찰이다. 본관은 문화(文化)이다.

## 생애
본적지는 지금의 평택시인 경기도 진위군이다. 21세이던 1927년에 진위경찰서 순사보에 임명되면서 조선총독부 소속 경찰이 되었고, 2년 뒤인 1919년 8월에는 순사로 승진했다.
1919년 10월에 경성부에 있는 종로경찰서 순사로 옮겨왔다. 종로경찰서에서 근무하면서 대한독립보합단 일망타진에 결정적인 공을 세웠다. 1920년 11월, 보합단 단원인 김도원이 종로구 운니동에 군자금을 모금하러 나타날 것임을 파악하고 유창렬을 포함한 종로경찰서 순사 세 명이 잠복했다가 총격전이 벌어졌다. 김도원은 순사 세 명 중 나머지 두 명을 사살하면서 저항했으나, 끝까지 추격한 유창렬에게 결국 체포되었다.
보합단은 평안북도 의주군의 국경 지대를 근거로 한 무장 독립운동 단체였는데, 김도원 체포로 전모가 드러나 무기를 빼앗기고 약 30여 명의 단원들로 구성된 조직도 와해되었다. 체포 후 사형 당한 김도원은 재판 과정에서도 3·1 운동 이후 고양된 독립 의지를 당당히 밝혔으며, 유창렬의 위증과 무고를 비난했다.
유창렬은 이 사건에서 세운 공으로 1921년에 조선총독부로부터 경찰공로기장을 받았다. 이 훈장을 받은 조선인은 당시까지 4명에 불과했고, 경기도에서는 최초로 받은 것이었다.
1923년 경기도 양평경찰서, 1924년 평안남도 평양경찰서, 1925년에는 경기도 광주경찰서로 각각 이동했고, 1929년에 경기도경찰부 형사과로 발령받았다가 1935년 퇴직했다. 이 기간 중 신경쇠약증으로 자주 면직되었다가 재임용되어, 경찰로 재직한 총 기간은 약 14년 4개월 가량이다.
2007년에 대한민국 친일반민족행위진상규명위원회가 발표한 친일반민족행위 195인 명단 중 경찰 부문에 포함되었다. 2008년 민족문제연구소에서 친일인명사전에 수록하기 위해 정리한 친일인명사전 수록예정자 명단에도 선정되었다.

## 같이 보기
- 대한독립보합단

## 참고자료
- 친일반민족행위진상규명위원회 (2007년 12월). 〈류창렬〉 (PDF). 《2007년도 조사보고서 II - 친일반민족행위결정이유서》. 서울. 1411~1422쪽쪽. 발간등록번호 11-1560010-0000002-10. [깨진 링크(과거 내용 찾기)]
- 김도원 : 독립유공자 공훈록 - 국가보훈처